# Héctor Casimiro Yazalde
Héctor Casimiro Yazalde (Avellaneda, 29 de maig de 1946 − Buenos Aires, 18 de juny de 1997) fou un futbolista argentí de la dècada de 1970.

## Trajectòria esportiva
Conegut amb el sobrenom de Chirola, Yazalde inicià la seva trajectòria professional a Club Atlético Independiente, club on guanyà dues lligues argentines. El 1971-72 signà amb el club Sporting Clube de Portugal, de Lisboa, on guanyà una lliga i una copa del país. La temporada 1973-74 marcà 46 gols en 29 partits amb el club portuguès fet que li va valer la Bota d'Or europea. La següent temporada, amb 30 gols, fou el segon màxim golejador europeu. El seu següent club fou l'Olympique de Marseille on guanyà, passant més tard per Newell's Old Boys i Club Atlético Huracán, retirant-se el 1981. Amb la selecció argentina jugà 10 partits, i va participar al Mundial de futbol de 1974 on marcà dos gols en tres partits, ambdós a Haití.

## Palmarès
Independiente
- Campionat argentí de futbol:
  - 1967-68, 1969-70

Sporting Clube de Portugal
- Lliga portuguesa de futbol:
  - 1973-74
- Copa portuguesa de futbol:
  - 1972-73

Olympique de Marseille
- Copa francesa de futbol:
  - 1975-76

Individual
- Futbolista argentí de l'any: 1970
- Màxim golejador de la lliga portuguesa de futbol: 1973-74, 1974-75
- Bota d'Or europea: 1974
- Bota d'Argent europea: 1975